# Tmesisternus tersus
Tmesisternus tersus es una especie de escarabajo del género Tmesisternus, familia Cerambycidae. Fue descrita científicamente por Pascoe en 1862.
Habita en Indonesia. Esta especie mide 16-20 mm.